# اچ‌ام‌اس گینزبورو (۱۹۱۸)
اچ‌ام‌اس گینزبورو (۱۹۱۸) (به انگلیسی: HMS Gainsborough (1918)) یک کشتی بود که طول آن ۲۳۱ فوت (۷۰ متر) بود. این کشتی در سال ۱۹۱۸ ساخته شد.